# 斯科茨維爾 (加利福尼亞州)
斯科茨維爾（英語：Scottsville）是位於美國加利福尼亞州阿馬多爾縣的一個非建制地區。該地的面積和人口皆未知。

## 地理
斯科茨維爾的座標為38°20′05″N 120°45′21″W / 38.33472°N 120.75583°W，而該地的平均海拔高度為387米（即1270英尺）。